# Dimorphocalyx kurnoolensis
Dimorphocalyx kurnoolensis là một loài thực vật có hoa trong họ Đại kích. Loài này được R.Venkatar. & Pullaiet mô tả khoa học đầu tiên năm 1994.